# David McNally (réalisateur)
Pour les articles homonymes, voir David McNally.
David McNally, né en 1960 à Liverpool, en Angleterre, au (Royaume-Uni), est un réalisateur britannico-canado-américain.
Il est surtout connu pour avoir réalisé les films Coyote Girls (2000) et Kangourou Jack (2003).

## Carrière
McNally commence sa carrière comme réalisateur de vidéoclips (en), puis comme réalisateur de publicités. Il est notamment l'auteur de la publicité du homard de Budweiser, diffusée et très remarquée lors du Super Bowl XXXIII.
En 2000, McNally commence sa carrière au cinéma en réalisant Coyote Girls (2000), puis Kangourou Jack en 2003. En 2006, il est le co-créateur de Justice.